# Pepper Pike (Ohio)
Pepper Pike es una ciudad ubicada en el condado de Cuyahoga en el estado estadounidense de Ohio. En el Censo de 2010 tenía una población de 5979 habitantes y una densidad poblacional de 325,51 personas por km².

## Geografía
Pepper Pike se encuentra ubicada en las coordenadas 41°28′46″N 81°27′37″O / 41.47944, -81.46028. Según la Oficina del Censo de los Estados Unidos, Pepper Pike tiene una superficie total de 18.37 km², de la cual 18.28 km² corresponden a tierra firme y (0.47%) 0.09 km² es agua.

## Demografía
Según el censo de 2010, había 5979 personas residiendo en Pepper Pike. La densidad de población era de 325,51 hab./km². De los 5979 habitantes, Pepper Pike estaba compuesto por el 86.27% blancos, el 6.46% eran afroamericanos, el 0.17% eran amerindios, el 5.45% eran asiáticos, el 0% eran isleños del Pacífico, el 0.1% eran de otras razas y el 1.56% pertenecían a dos o más razas. Del total de la población el 1.44% eran hispanos o latinos de cualquier raza.